# Detlef Helling

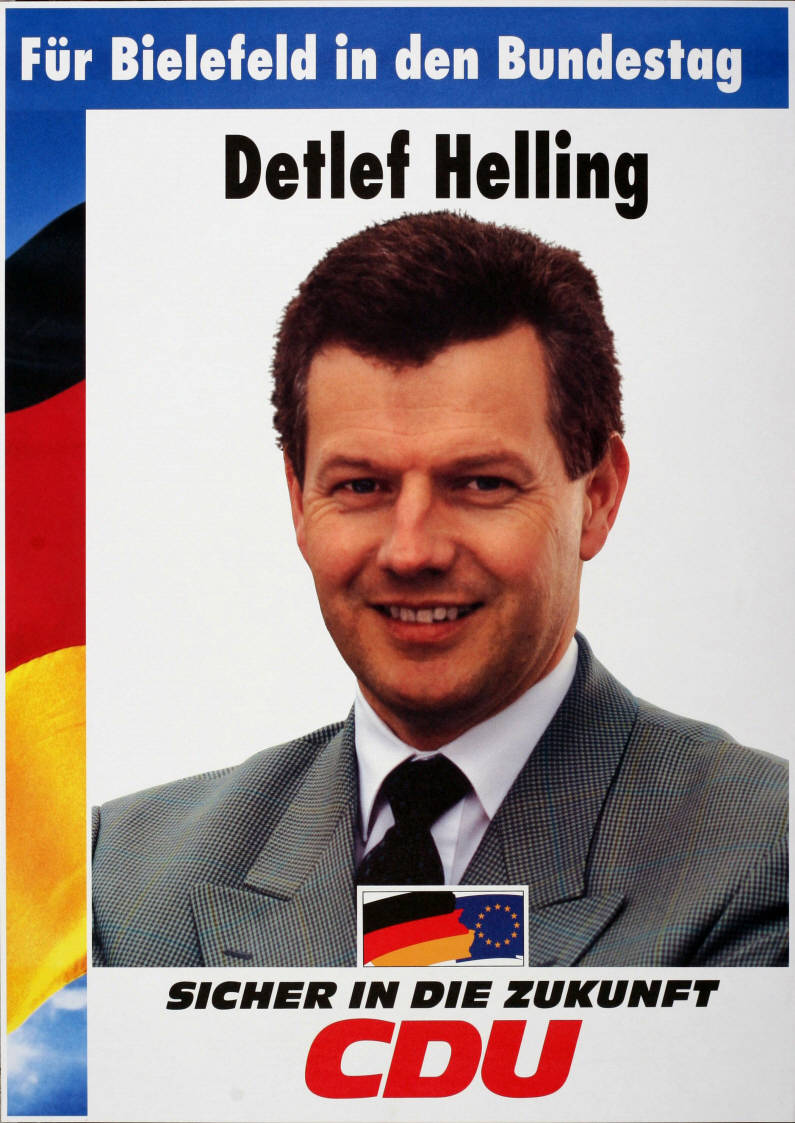
Kandidatenplakat Detlef Hellings zur Bundestagswahl 1994

Detlef Helling (* 20. April 1950 in Brackwede) ist ein deutscher Politiker und ehemaliger Abgeordneter (CDU) des Deutschen Bundestags.

## Leben
Helling machte 1966 die Mittlere Reife und anschließend eine Lehre zum Groß- und Außenhandelskaufmann. Von 1972 bis 1974 erlangte er die Fachhochschulreife und arbeitet seit 1975 als selbstständiger Einzelhandelskaufmann. Helling ist verheiratet und Vater einer Tochter.
Helling ist Mitglied der CDU, für die er von 1979 bis 1989 stellvertretender Bezirksvorsteher des Stadtbezirks Brackwede war. Von 1984 bis 2020 war er Mitglied des Rates der Stadt Bielefeld. Von 1999 bis 2004 war er erster, von 2004 bis 2009 war er zweiter ehrenamtlicher Bürgermeister der Stadt. Seit 1999 ist er zudem noch Fraktionsvorsitzender der CDU im Regionalrat bei der Bezirksregierung in Detmold. Am 10. April 2002 rückte er für den durch Verzicht ausgeschiedenen Abgeordneten Norbert Hauser in den Bundestag nach, schied allerdings am Ende der Legislaturperiode im Herbst desselben Jahres wieder aus. Helling war bis 2006 fast zehn Jahre stellvertretender Kreisvorsitzender der Bielefelder CDU.
Im Herbst 2007 gab Detlef Helling seine Bewerbung für die Wahl des CDU-Oberbürgermeisterkandidaten in Bielefeld für 2009 bekannt, zog diese jedoch im Februar 2008 zurück.
Nach den Kommunalwahlen im August 2009 wurde Detlef Helling vom Rat der Stadt Bielefeld zum 1. Bürgermeister als Stellvertreter des Oberbürgermeisters gewählt. Dieses Amt hatte er bis 2014 inne.
Detlef Helling war bis 2022 Vizepräsident des DRK-Kreisverbandes Bielefeld.

## Quelle
- Biographie beim Deutschen Bundestag